# Piotr Samczyński
Piotr Jerzy Samczyński – polski inżynier elektronik i wykładowca akademicki.

## Życiorys
Ukończył studia w 2005 r., a w 2010 r. uzyskał stopień doktora nauk technicznych z wyróżnieniem, zaś stopień doktora habilitowanego otrzymał w 2013 r. Przez cały ten okres związany z Wydziałem Elektroniki i Technik Informacyjnych Politechniki Warszawskiej.
W latach 2005–2010 pracował w Przemysłowym Instytucie Telekomunikacji S.A., aż do stanowiska głównego projektanta ds. oprogramowania systemów lotniczych i kierownika Zakładu Obróbki Sygnału Radiolokacyjnego. W latach 2010–2018 był zatrudniony na stanowisku adiunkta w Zakładzie Teorii Obwodów i Sygnałów Instytutu Systemów Elektronicznych na Wydziale Elektroniki i Technik Informacyjnych Politechniki Warszawskiej. Od lipca 2017 r. prowadzi tam Zespół Radarowych Technik Obrazujących, a od 2018 r. zatrudniony jest na stanowisku profesora uczelni.
Jego zainteresowania badawcze obejmują cyfrowe przetwarzanie sygnałów, przetwarzanie sygnałów radiolokacyjnych, radary z syntetyczną aperturą i radary pasywne.
Członek członek European Microwave Association, fundator oraz członek zarządu Fundacji Mikrofal i Radiokomunikacji MIKON, członek Sekcji Mikrofal Komitetu Elektroniki i Telekomunikacji Polskiej Akademii Nauk, przewodniczący Oddziału Signal Processing Polskiej Sekcji IEEE (2017–2019), członek zarządu Polskiej Sekcji IEEE (2020– ).
Był delegatem Polski do prac w grupach roboczych NATO i przewodniczącym grupy roboczej NATO. W 2023 r. otrzymał nagrodę NATO Sensor and Technology Panel Excellence Award.